# Glux-en-Glenne
Glux-en-Glenne este o comună în departamentul Nièvre din centrul Franței. În 2009 avea o populație de 105 de locuitori.

## Evoluția populației
| An        | 1975 | 1982 | 1990 | 1999 | 2006 | 2009 |
| --------- | ---- | ---- | ---- | ---- | ---- | ---- |
| Populație | 175  | 143  | 114  | 105  | 103  | 105  |